# Pechbonnieu
Pechbonnieu è un comune francese di 3 919 abitanti situato nel dipartimento dell'Alta Garonna nella regione dell'Occitania.

## Società

### Evoluzione demografica
Abitanti censiti

## Monumenti

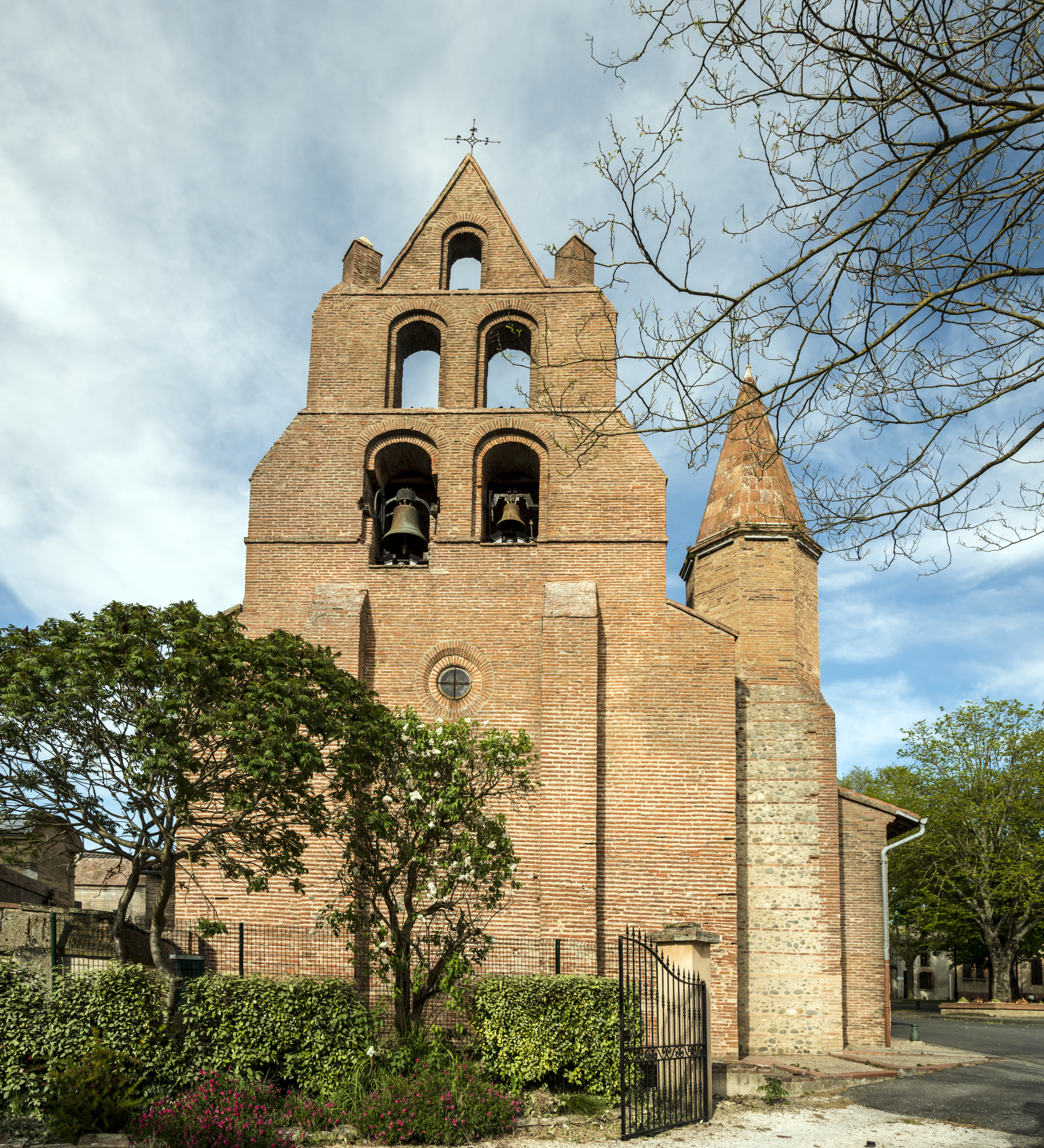
Chiessa - campanile a vela
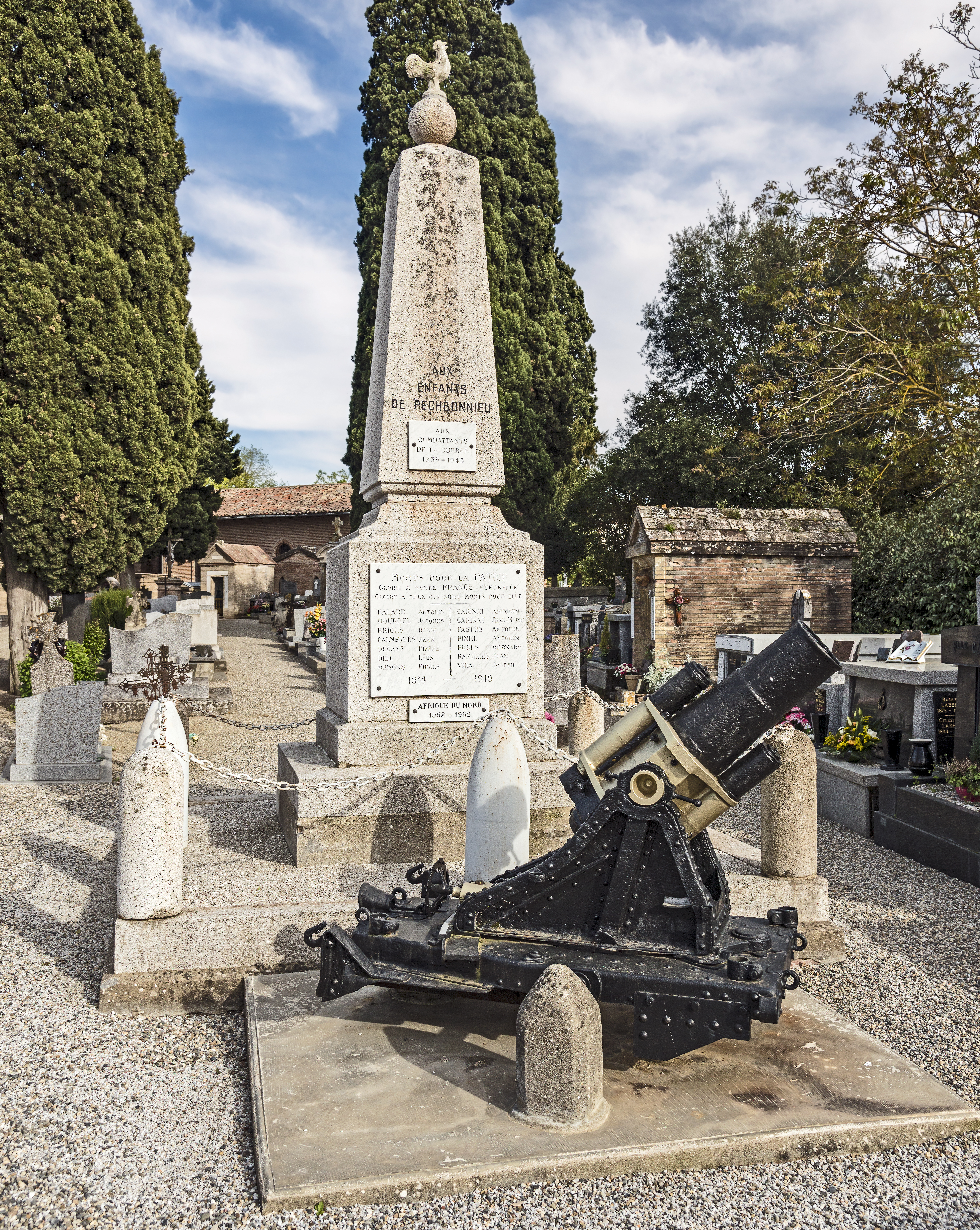
Monumento ai Caduti